# پایگاه هوایی بوکبرگ
پایگاه هوایی بوکبرگ (به انگلیسی: Bückeburg Air Base) (به زبان بومی: Heeresflugplatz Bückeburg) یک فرودگاه نظامی است که یک باند فرود آسفالت دارد و طول باند آن ۱۸۳۲ متر است. این فرودگاه در شهر بوکبرگ کشور آلمان قرار دارد و در ارتفاع ۷۰ متری از سطح دریا واقع شده‌است.